# Che il Mediterraneo sia
Che il Mediterraneo sia è un album del cantautore napoletano Eugenio Bennato, pubblicato nel 2002 e che continua il movimento Taranta Power.

## Tracce
1. Che il Mediterraneo sia – 3:40
2. Ninna nanna 2002 (Eugenio) – 2:24
3. Taranta sound – 3:27
4. Io te cerco scusa – 2:58
5. Parekemore (frammento) – 0:25
6. Popolo di tammurriata – 3:33
7. Global ghetto – 3:04
8. Se tratta de taranta – 2:58
9. Frontiere antimusicali – 3:37
10. Ninna nanna 2002 (Pietra) – 2:30
11. Vola – 2:59
12. Ai naviganti in ascolto – 4:53

## Formazione
- Eugenio Bennato – voce
- Erasmo Petringa – basso, chitarra, contrabbasso, violoncello, mandoloncello
- 'Mbarka Bentaleb – percussioni, cori
- Emidio Petringa – percussioni
- Alaoua – liuto
- Roberto Menonna – chitarra
- Ouia Chaou – mandolino
- Geppino Laudanna – fisarmonica
- Marcello Vitale – chitarra
- Riad Hadad – mandolino
- Saad Alah – violino
- Mounia Marniche – violino
- Kamel Halal – violino
- Abdelghani Mokitari – violino
- Zaina Chabane, Mimmo Gori, Marilena Mirra, Fulvio Bennato, Ada Nazzaro, Luca Petringa, Andrea Nerone, Clara Nerone, Lucia Scarabino – cori

## Curiosità
Il pezzo che dà il titolo all'album è da tempo la sigla dello storico programma televisivo di Rai 1 Lineablu.